# Geneviève Abelin
Pour les articles homonymes, voir Abelin.
Geneviève Abelin, née Geneviève Marie Joséphine Terrat à Paris 10e le 6 septembre 1910 et morte à Châtellerault le 2 novembre 2003,, est une femme politique française. Elle est maire de Châtellerault entre 1977 et 1983.

## Origines familiales
Geneviève Abelin est la petite-fille d'Édouard Branly, inventeur de la TSF. Elle épouse à Paris le 20 juin 1932 Pierre Abelin, futur ministre de plusieurs gouvernements français et futur député maire de Châtellerault. Le couple a cinq enfants dont Jean-Pierre Abelin, maire de Châtellerault.

## Politique
En 1977, à la suite du décès de son mari qui venait d'entamer son quatrième mandat municipal, elle est élue comme maire de Châtellerault lors d'une élection municipale partielle et exerce le « quatrième » mandat de son défunt mari, de juin 1977 à mars 1983.
Son fils, Jean-Pierre Abelin se présente aux élections municipales de 1983 pour succéder à ses parents mais il est battu par Édith Cresson. Ce n'est qu'après 25 années de mandat municipal socialiste que Jean-Pierre Abelin parvient à son tour, en 2008, à se faire élire maire de Châtellerault, faisant ainsi basculer la ville de gauche à droite (centre-droit plus précisément).